# Феджету (Селаж)
Феджету (рум. Făgetu) — село у повіті Селаж в Румунії. Входить до складу комуни Плопіш.
Село розташоване на відстані 401 км на північний захід від Бухареста, 36 км на захід від Залеу, 84 км на північний захід від Клуж-Напоки.

## Населення
За даними перепису населення 2002 року у селі проживали 767 осіб, з них 765 осіб (99,7%) словаків. Рідною мовою 765 осіб (99,7%) назвали словацьку.